# La Vida Bohème
La Vida Bohème es una banda de rock alternativo fundada en Caracas, Venezuela por Rafael Pérez, Sebastián Ayala, y Henry D'Arthenay a finales de 2006. La banda toma influencias del punk de los años 80, discoteca, funk, música electrónica, jazz, salsa, reggae y música de baile. Su primer álbum fue un EP epónimo, que incluye 12 canciones, entre ellas: "Cigarro", "Nicaragua" e "I.P.O.S.T.E.L."
Ganaron el "Festival de Nuevas Bandas" (Festival de Bandas Nuevas de Venezuela) en 2008.
Lanzaron Nuestra, su álbum debut de 12 pistas en febrero de 2010. El álbum estuvo disponible para descarga libre por un tiempo limitado, y fue seguido por una edición limitada en CD en el verano de 2010. El álbum ha sido autorizado por Nacional Records para liberación en América del Norte en 2011. El primer sencillo del álbum es "Radio Capital", una tonada bailable anclada por un cántico repetitivo de "Gabba Gabba Hey", haciendo referencia a la popular banda The Ramones.
Fueron ampliamente aclamados por su álbum de debut y es actualmente una de las bandas más populares en Venezuela. Su canción "Buen Salvaje" integra la lista de canciones de  FIFA 12, "Radio Capital" integra la lista de canciones de ' 'East Los FM 106.2''  en Grand Theft Auto V y su canción Manos Arriba integra la lista de canciones de FIFA 21

## Historia
La Vida Bohéme está integrada por Henry D'Arthenay (guitarra y vocalista principal), Rafael Pérez (bajo y vocalista), Daniel de Sousa (guitarra y vocalista), y Sebastián Ayala (baterista y vocalista).
El vocalista de la banda, Henry D'Arthenay, ha referido que se vio inspirado a ser músico y a formar la banda luego de ver una presentación de otra banda venezolana llamada Todosantos:
"Al segundo que salí del recital, le escribí a Rafael “Boli” Pérez – a quién recientemente había conocido en un modelo de las Naciones Unidas – y le dije por mensaje de texto (no había whatsapp) que acababa de ver algo que cambió la vida, y teníamos que formar una banda. No tardamos mucho desde ese momento en formar La Vida Boheme." (Henry D'Arthenay).
El nombre de la banda fue escogido por el primer baterista mientras practicaban en Caracas. No tiene un origen particular, aunque se cree que lo tomaron de Giacomo Puccini, en la ópera La bohème, o más probablemente del libro en que estuvo basada, La Vie de Bohéme de Henri Murger.
Durante 2007 empezaron a mostrar su música a través de locales nocturnos y festivales musicales. Su primer EP, La Vida Bohème EP, que cuenta con tres canciones, estuvo disponible para descarga en el netlabel Fanzinatra.

### Nuestra(2010)
Su álbum de debut Nuestra fue grabado y producido en Venezuela por Rudy Pagliuca (guitarrista de Malanga) y mezclado por Leonel Carmona y masterizado en Argentina por Andrés Mayo. Los sintetizadores fueron programados por Nuuro, actualmente conocida como Arca. Es uno de los primeros álbumes producidos en Venezuela para descarga libre, a través de la compañía de grabación Todo del Encima. Un CD de edición limitada fue publicado en febrero de 2010 y fue vendido directamente por la banda en espectáculos y otros acontecimientos.
La banda ha firmado un autorizando para Nacional Records, la cual distribuirá "Nuestra" en Estados Unidos, Canadá y México.
La banda produjo además vídeos para dos sencillos del álbum: "Radio Capital", el cual fue publicado en diciembre de 2009, y "Danz!", en agosto de 2010.
En septiembre de 2011, la banda recibió dos Grammy Latinos, otorgados por la Academia Latina de Grabación. "Nuestra" fue nominado para Mejor Álbum de Rock y "Radio Capital" fue nominada para Mejor Canción de Rock. En noviembre de 2011, "Nuestra" fue nominado para un Premio Grammy para Mejor Álbum de Rock, Pop Latino o Género Urbano.

### Será(2013)
La banda finalizó el proceso de grabación para su segundo álbum de estudio Será en febrero de 2013; éste fue lanzado el 14 de mayo y constaba de 15 temas.
En noviembre de 2013, La Vida Boheme ganó su primer Grammy Latino para el Mejor Álbum de Rock.
El 9 de junio de 2016, a través de un post en su cuenta oficial de Instagram, la banda anunció la salida temporal de Rafael Pérez, "para atender y tratar asuntos personales". En su reemplazo, se incorporó Daniel "Mono" Briceño como bajista.

### La Lucha(2017)

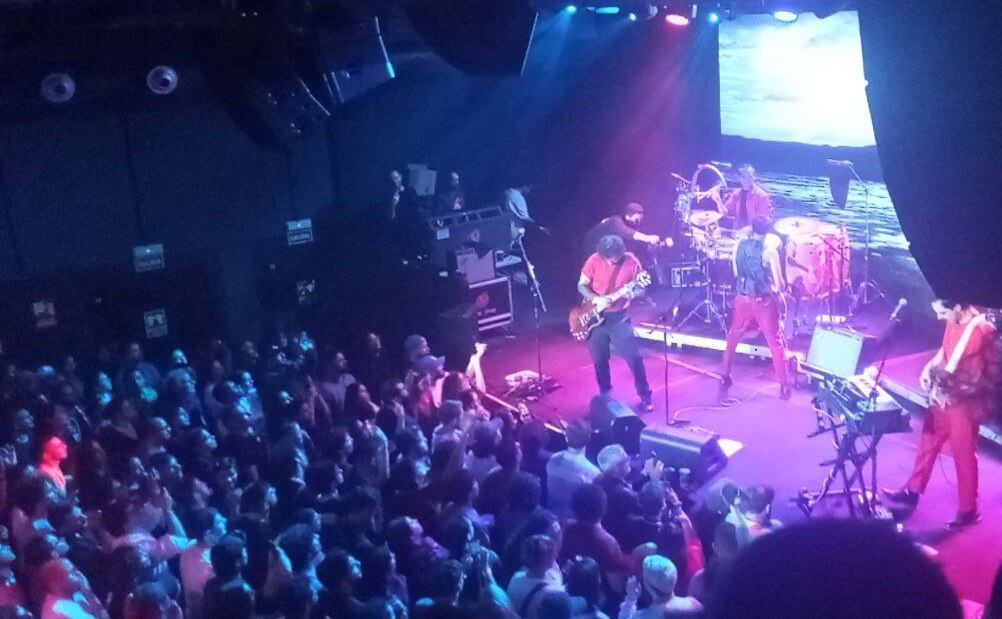
La Vida Bohème tocando en el Sangre x Sangre Tour 2024, en Madrid.

Después de largas giras por varios países de Hispanoamérica, entre ellos México, Chile, Argentina y Puerto Rico, la banda mostró a mediados del 2015 a través de Instagram lo que fue la grabación de su próximo álbum. Una entrevista en la revista Billboard a finales de septiembre de 2016 reveló que el nombre del álbum sería La Lucha, y tenía una fecha tentativa de lanzamiento para inicios de 2017. El álbum salió a la venta el 23 de marzo de 2017 para descarga totalmente gratuita desde su página web.
El primer sencillo de La Lucha lleva por nombre "Vocé" y fue lanzado el 10 de febrero de 2017, seguido por "Lejos", el 24 de febrero del mismo año.
Luego de terminado el La Lucha Tour, la gira promocional del álbum, la banda confirmó la salida definitiva de Pérez, incorporándose Briceño como nuevo integrante para futuros proyectos.

### Caribe Caribe(2023)
Es el álbum de la banda sacado en 2023, cuenta con canciones de sus EPs de 2020 y 2022.

## Miembros

### Formación actual
- Henry D'Arthenay, guitarra, voz principal, teclados (2006-presente)
- Sebastián "Chevy" Ayala, batería, segunda voz, percusiones (2006-presente)
- Daniel "Mono" Briceño, bajo, segunda voz, teclados (2016-presente)

### Miembros anteriores
- Moisés Enghelberg, batería (2006)
- Rafael "Boli" Pérez, bajo, segunda voz (2006-2016)
- Daniel de Sousa, guitarra, segunda voz, teclados, percusiones (2006-2020)
- Héctor Tosta, guitarra (2020-2021)

## Discografía
Álbumes de estudio
- Nuestra (2010)
- Será (2013)
- La Lucha (2017)
- Caribe Caribe (2023)

Extended Play
- La Vida Bohème (2007)
- Tiempo Compartido (2020)
- FREESSR (2020)
- TITULARES (2022)
- Tiempo Comparti2 (2022)

Álbumes en vivo
- Diáspora Vol. 1 (2024)

Álbumes compilatorios
- El Nombre de Esta Banda es La Vida Bohème (2014)

Álbumes remix
- Rimbombantes Chapoteos (2024)

### Sencillos
- 2017: "Você"
- 2020: "Último Round"
- 2020: "Acción (O: Decreto de Guerra a Muerte a los Traidores del Rock Latinoamericano)"
- 2020: "¡Plis, Plis, Plis!"
- 2020: "Miami S&M"
- 2021: "Manos Arriba"
- 2021: "El Paraíso Perdido"
- 2021: "Men vs Men"
- 2022: "Carrusel/Suzie Kamikaze"